# Sexmaschine

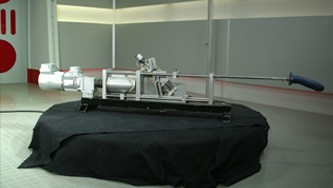
Beispiel einer Sexmaschine, an der sich vorne ein Dildo befindet (sogenannter Annihilator bzw. Intruder)

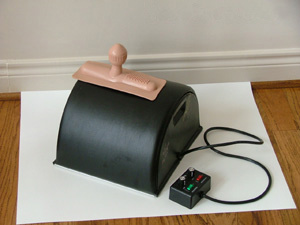
Beispiel einer Sexmaschine, an der sich oben ein Dildo befindet und die zum Sitzen bzw. Beugen dient (Sybian)

Eine Sexmaschine, im Englischen auch als fucking machine (Fickmaschine) bekannt, ist ein mechanisches Gerät, das dazu eingesetzt wird, einen Menschen sexuell zu stimulieren. Hat eine Maschine zudem ein menschenähnliches Aussehen, wird auch von Sexrobotern gesprochen. Außerdem werden bisweilen Melkmaschinen zweckentfremdet, um aus Penis, Brüsten oder anderen Körperstellen Körperflüssigkeiten herauszuziehen.

## Aufbau
Eine typische Sexmaschine besteht aus einem rotierenden oder sich hin und her bewegenden Antrieb, der eine Stange bewegt, an der ein Dildo oder Vibrator befestigt ist. Dieser Dildo bzw. Vibrator wird dann in den Anal- oder Oralbereich einer Frau oder eines Mannes oder den Vaginalbereich einer Frau eingeführt. Meist lässt sich dabei die Geschwindigkeit und Intensität einstellen, oft auch per Fernsteuerung, teilweise sogar über das Internet. Moderne Sexmaschinen können außerdem Vakuumpumpen, Elektroschocks und befestigte Sexpuppen enthalten.

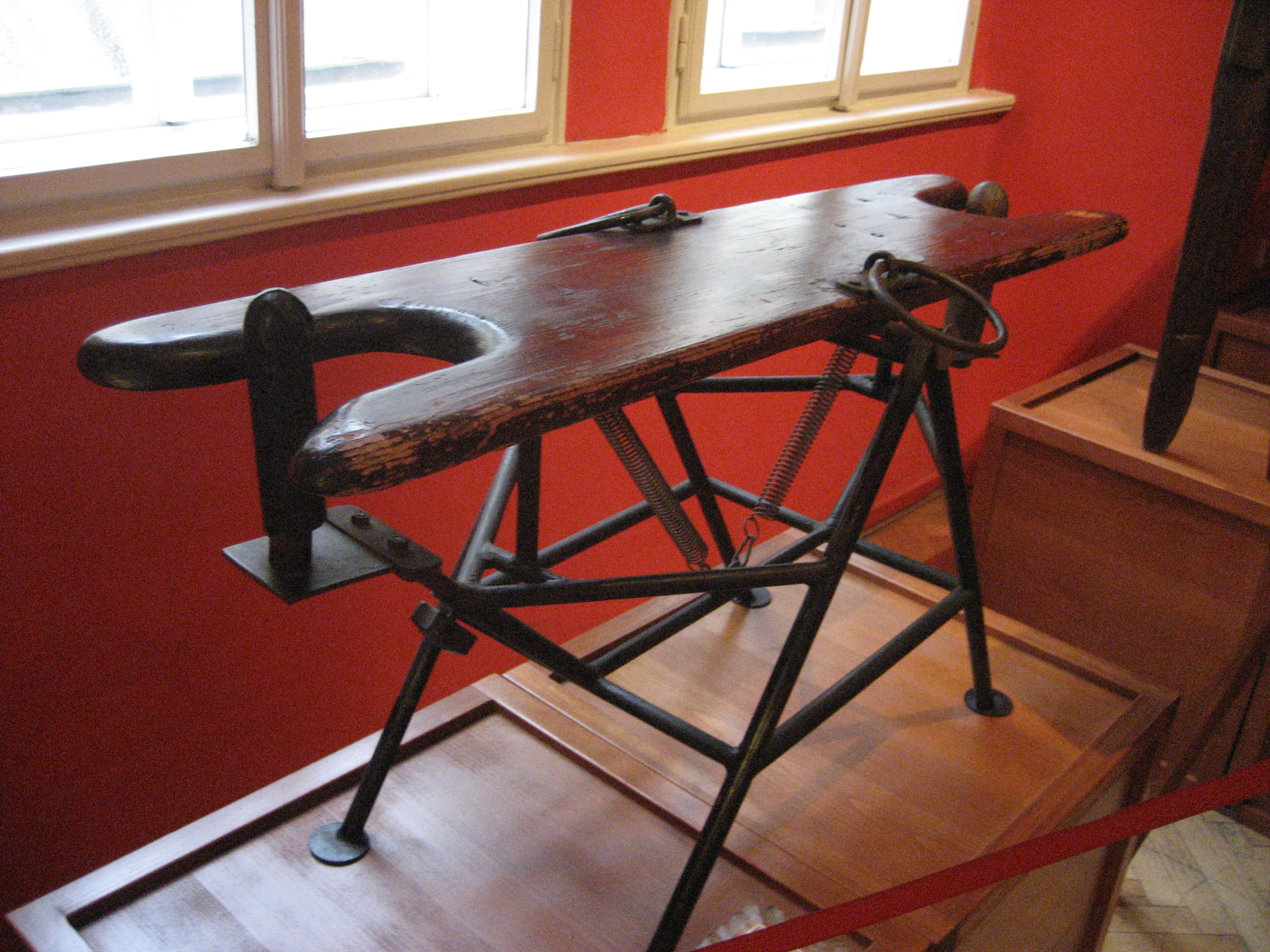
Altertümliche Sexmaschine im Sexmaschinen-Museum in Prag

## Einsatz
Besondere Anwendung finden Sexmaschinen im BDSM, wo sie z. B. zur Bestrafung, als Züchtigungsinstrument, zusammen mit Bondage, zum Training (etwa bei einer Feminisierung), zur Orgasmuskontrolle oder Machtabgabe genutzt werden. Melkmaschinen kommen außerdem bei Petplay, Selbstbeherrschungs- und Schluckspielen zum Einsatz. Zudem können Sexmaschinen benutzt werden, um sich zu befriedigen, ohne dafür mit einem Partner Geschlechtsverkehr zu haben (Maschinensex).

## Risiken
Ein ungeübter und zu schneller, intensiver oder langer Umgang, ohne vorherige Sicherheitsvorkehrungen zu treffen, kann zu gesundheitlichen Risiken und Beschwerden und in einigen Fällen sogar zu ernsthaften Verletzungen und Unfällen führen.

## Forschung und Diskurs
Die Konferenz- und Buchreihe Arse Elektronika beschäftigt sich seit 2007 mit der Erforschung der Wechselwirkung von Technologie und Sexualität, vor allem in Hinblick auf gesellschaftliche und politische Debatten. Wichtiger Teil ist auch die Auseinandersetzung mit Sexmaschinen, ihrer Geschichte und Zukunft. Die Konferenz präsentiert deswegen immer wieder Neuerung in diesem Bereich, auch in Form von Demonstrationen. Kurator Johannes Grenzfurthner analysiert in seinen Aufsätzen die Signifikanz dieser Entwicklungen. Dass Sexmaschinen in den letzten Jahrzehnten nur von ausgewählten Akteuren (z. B. Pornos produzierenden Firmen wie kink.com) gebaut wurden, hat sich mittlerweile geändert. Der DIY-Gedanke hat sich auch im Bereich der Sexmaschinen durchgesetzt, vor allem weil der Zugriff auf billige Kontroll-Hardware (Arduino, Raspberry Pi) gegeben ist.